# Kenyi Adachi
Kenyi Fernando Adachi García (Colima, 19 gennaio 1993) è un ex calciatore messicano, di origini giapponesi, di ruolo difensore.

## Caratteristiche tecniche
Mancino, il suo ruolo principale è quello di terzino sinistro.

## Carriera
Cresce nelle giovanili del Santos Laguna, nella cui prima squadra debutta da titolare il 21 agosto 2012 nell'incontro di Concachampions vinto per 5-0 contro l'Águila. Nell'occasione lancia il compagno Darwin Quintero per il primo gol dei padroni di casa. Successivamente scende in campo anche contro il Toronto FC e di nuovo contro l'Águila. In campionato l'esordio avviene invece, sempre da titolare, il 1º settembre 2012 nella vittoria casalinga 3-1 sui Tigres, partita in cui viene ammonito. Disputa poi il successivo incontro, perso per 2-0 contro l'América.

## Statistiche

### Presenze e reti nei club
| Stagione        | Squadra         | Campionato      | Campionato | Campionato | Coppe nazionali | Coppe nazionali | Coppe nazionali | Coppe continentali | Coppe continentali | Coppe continentali | Altre coppe | Altre coppe | Altre coppe | Totale | Totale |
| Stagione        | Squadra         | Comp            | Pres       | Reti       | Comp            | Pres            | Reti            | Comp               | Pres               | Reti               | Comp        | Pres        | Reti        | Pres   | Reti   |
| --------------- | --------------- | --------------- | ---------- | ---------- | --------------- | --------------- | --------------- | ------------------ | ------------------ | ------------------ | ----------- | ----------- | ----------- | ------ | ------ |
| 2012-2013       | Santos Laguna   | PD              | 2          | 0          |                 | -               | -               | CCL                | 3                  | 0                  |             | -           | -           | 5      | 0      |
| Totale carriera | Totale carriera | Totale carriera | 2          | 0          |                 | -               | -               |                    | 3                  | 0                  |             | -           | -           | 5      | 0      |